# Mitropolit cetinjski Mardarije
Mardarije Uskoković poznat i kao Mardarije Kornećanin bio je mitropolit cetinjski, srpske Pećke patrijaršije, od 1637–1659. godine.

## Biografija
Rođen je u selu Kornet blizu Podgorice, Lješanska nahija. Preci su mu, po narodnom predanju, došli iz Korinta, pa je i rodno mjesto nazvano Kornet. Bio je iguman Cetinjskog manastira od 1625. godine. Poznat je po potpisivanju crkvene unije s katoličkom crkvom 1640. godine, da bi kasnije bio kamenovan od naroda, a u crkvenim knjigama su izbrisani svi tragovi o njemu. Mlečani i Turci su u političkim odnosima ignorisali cetinjskog vladiku, a Crnu Goru su posmatrali kao kraj koji će pripasti nekome od njih. Mitropolit Mardarije nije vidio drugi izlaz iz takvog položaja, osim da Crna Gora prizna protektorat neke od tih država. Crnu Goru je htjeo staviti u zavisnost od pape. Danijele Farlati je pisao da se Mardarije povezao s papom Urbanom VIII, i sa svojim potpisima poslao mu opunomoćenike - arhiđakona Visariona, svog sinovca, i još jednog cetinjskog jeromonaha. Imali su zadatak, pošto se poklone stopama rimskog prvosvećenika, da svečano iskažu svoju vjernost i predanost jerarhu većeg dijela zapadnog hrišćanstva. Njih je papa primio veoma blagonaklono i u Crnu Goru su se vratili s pismom od 12. maja 1640., u kojem papa iskazuje radost zbog Mardarijevog postupka i daje mu različite pouke za njegov prelazak u katoličanstvo.
Cetinjski ljetopis ime vladike Mardarija samo pominje 1638. godine, bez navođenja da se on obraćao papi. Iako u srpskim pismenim dokumentima nema više podataka o Mardariju, u narodu je o njemu ostalo ružno sjećanje. Narodno predanje, koje je zabilježio Rus Pavle Rovinski, kaže da je vladika Mardarije imao dijete sa djevojkom koja je služila kod njega. Taj grijeh je želio da prebaci na mladog monaha Vasilija, kasnijeg svetog Vasilija Оstroškog, koji je kod Mardarija živio u cetinjskom manastiru. Zbog toga se u Crnoj Gori sačuvala izreka, kada neko svoje grijehove želi da prenese na drugoga: "On hoće kao kornetski vladika!" Po istom narodnom predanju, vladika Mardarije je na kraju kamenovan od naroda i zatrpan pod gomilom kamenja, koju su u doba Pavla Rovinskog (kraj 19. vijeka) pokazivali u selu Kornet. Cetinjski ljetopis spominje jedan spor plemena Humci i vladike Mardarija. Zetski vladar Ivan Crnojević je Humce postavio na crkvenu baštinu, u Gornje polje na Cetinju. Pošto su radili na crkvenoj imovini, imali su obavezu četvrtinu prihoda davati manastiru. 1638 godine su htjeli sebi prisvojiti tu baštinu, pa ih je vladika Mardarije tužio kadiji. Kao dokaz crkvenog vlasništva imovine priložio je hrisovulje Ivana Crnojevića i druge knjige. Kadija je osudio Humce i istjerao ih s imanja, a crkvi je potvrdio vlasništvo.  Humci su odbili poslušati i kadiju pa su manastir krali i palili, a obratili su se paši u Podgorici i pašine čauše su doveli na to imanje. Vladika i bratstvo manastira je pozvalo knezove i vlastelu od Crne Gore, i svi zajedno, s pašinim čaušima su pregledali uvrđene međe. Ustanovljeno je da je vladika bio u pravu, a predstavnici Humaca su zavezani i čauši su ih, po tadašnjoj pravdi, tukli toljagama. Morali su crkvi platiti odštetu od 46 groša.
Lazar Tomanović je pisao da se o kamenovanju cetinjskog mitropolita Mardarija šutilo u narodu, jer se to nije smatralo junaštvom, kao ni Istraga poturica, koja se desila 1702.godine.
1640. godine sebe naziva vladikom makedonskih predjela, zemlje Crne Gore, od manastira Cetinja, i kao Episcopus Macedoniae, patriae Magni Alexandri, Montisnigri. I Božidar Vuković iz Podgorice 1520. (7029) godine, taj grad i zemlju Dioklitijsku smješta u makedonske predjele.
Pavle Rovinski je zapisao da Crnogorci poštuju svoja sveštena lica, jedino da je ružno sjećanje ostalo za Mardarija iz Lješanske nahije (1695) zbog u narodu sačuvanog ubjeđenja da je bio blizak Rimu. Stanovnici Lješanske nahije su ga branili od tih priča, govoreći da su sve to bile klevete nekakvog sluge i da rečeno nisu riječi Sv. Vasilija ostroškog.  Rovinski je o njemu pisao i u drugom tomu Etnografije Crne Gore, da je zgriješio sa jednom djevojom, svojom sluškinjom, a da je taj grijeh svalio na svog pomoćnika kasnijeg Svetog Vasilija Ostroškog. Po legendi nastaloj iz te priče, beba sluškinje je progovorila i optužila cetinjskog vladiku da je otac djeteta, a ne Vasilije, a potom je od naroda kamenovan. Po drugaijem predanju Lješana, Maradarije je od monaha oklevetan, zato je on narod prokleo i Kuče je prevodio u pravoslavlje, kao i da je umro u Dečanima. Mardarije se zbog rastuće turske moći obratio za pomoć papi i od pape Urbana VIII dobio pismo 1640.

## Literatura
- Аполонович Ровински, Павел (1998). Етнографија Црне Горе, том I. ЦИД - Подгорица.
- Аполонович Ровински, Павел (1998). Етнографија Црне Горе, том II. ЦИД - Подгорица.
- Аполонович Ровински, Павел (2004). Студије о Црној Гори. ЦИД - Подгорица.